# Кульчицький Яків
доктор Яків Кульчицький гербу Сас (? — 21 січня 1880) — шляхтич, урядник, руський громадсько-політичний та освітній діяч. Шкільний інспектор до 1866-го, згодом секретар намісництва, з 1869 року дрогобицький староста. Посол до Галицького сейму:
- 1-го скликання у 1865-66 роках (обрано від IV курії округу Рогатин — Бурштин після смерті Сенькова Василя; входив до складу «Руського клубу»[2])
- 4-го скликання у 1877-80 роках (обрано від IV курії округу Калуш — Войнилів, входив до складу «Руського клубу»[3]). 
У 1877 році обраний секретарем Галицького сейму.